# Claus Møller
Claus Møller (Claus Möller) (ur. 12 lipca 1942 w Sønderborg) – duński ekspert i konsultant w dziedzinie zarządzania zasobami ludzkimi, założyciel i główny teoretyk Time Manager International (TMI). Autor licznych publikacji na temat zarządzania, usług, relacji, jakości produktywności i zarządzania czasem, które uzyskały tytuły bestsellerów, tłumaczone były na blisko 20 języków i sprzedały się wielomilionowych nakładach.
W latach 60. XX wieku, studiował biznes w Copenhagen Business School. W 1975 roku założył Møller Time Manager International (TMI) w Hillerød w Danii, w której pracował jako prezes i dyrektor generalny do 2004 roku, kiedy założył Claus Moller Consulting (CMC). TMI szkoliło między innymi pracowników linii lotniczych SAS i British Airways. Po wprowadzeniu w życie zasad zarządzania zadowoleniem klienta, w ramach programu Człowiek punktem wyjścia, obie te firmy otrzymały nagrody "Airline of the year" w 1986 roku i 1987 roku. W 1988 roku TMI został wybrane na partnera szkoleniowego Wspólnoty Europejskiej i przeprowadziło program zatytułowany "Employeeship" w którym udział wzięło 12 tys. pracowników Wspólnoty Europejskiej. Aktualnie TMI działa w ponad 40 krajach i szkoli rocznie blisko 250 tys. ludzi.
Brytyjskie Ministerstwo Handlu i Przemysłu (DTI) nadało mu prestiżowy tytuł jednego z ośmiu Guru w biznesie.

## Teoria Clausa Møllera
Jego teoria jest efektem wieloletniej pracy w TMI i oraz własnych badań i obserwacji. Opiera się ona na wyznaczeniu wspólnego mianownika dla wszystkich znanych i stosowanych koncepcji oraz technik zarządzania. Za najważniejsze dla sprawnego funkcjonowania organizacji uważa on produktywność (maksymalne rezultaty przy optymalnych nakładach), jakość i relacje. Wyróżnia on trzy kluczowe poziomy zarządzania: 
- jednostka,
- zespół (kierownictwo średniego szczebla),
- organizacja (poziom strategiczny, zarząd).

W swojej koncepcji Møller zakłada zwiększenie jakości oraz efektywności na szczeblu organizacji przez skoncentrowanie się na pracownikach mających być podstawą przyszłego sukcesu całej organizacji. W związku z tym ważnym elementem jest nauczenie pracownika zarządzania czasem oraz stawianie człowieka w centrum uwagi (zarówno pracownika jak i klienta). Efektem tego powinno być zadowolenie (zadowolenie klienta jest według niego możliwe tylko w sytuacji kiedy zadowolony jest pracownik). Zadowolenie klienta wynika z wysokiej jakości produktu, właściwej ceny ale i zaangażowania pracownika oferującego produkt.

## Wybrane publikacje
- Time Manager – The world's first personal results tool (1975)
- Personal Organisation (1979)
- Me – My Time – My Life (1980)
- Putting People First (1984)
- The Key to Personal Effectiveness (1985)
- Self Respect (1986)
- Delegation – Delegate, have confidence in others, and increase their competence (1986)
- Get the best out of your stress (1987)
- Personal Quality – The basis for all other quality (1988)
- My Life Tree – A different book about personal development (1990)
- Employeeship – Mobilising everyone's energy to win (1992)
- Vision and Leadership (1992)
- A Complaint is a Gift – From complaint to satisfaction (1993)
- Personal Guarantee – Associate your name with quality (1993)
- Be a Double Bagger – Bringing out the best in your self and in others – at home and at work (1994)
- Reaching for the Stars – A book about team quality (1994)
- Teamship – Winning teams in sports and organisations (1997)
- Time Manager for Microsoft Outlook (2000)
- Heart Work – Improving personal and organisational effectiveness by developing and applying Emotional Intelligence (2000)